# Convención constitucional

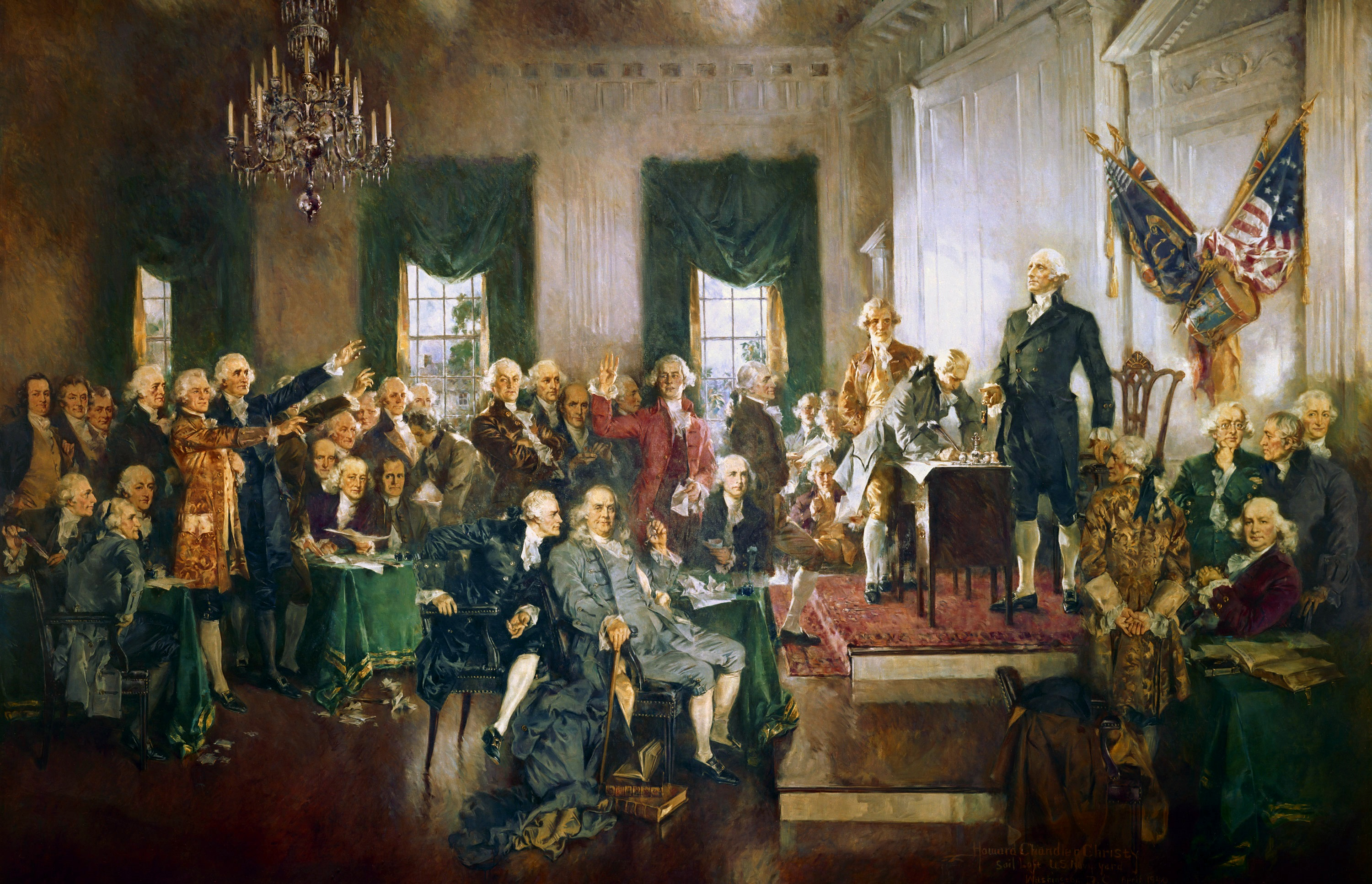
Escena de la firma de la Constitución de los Estados Unidos, pintura de Howard Chandler Christy. En la pintura se describe a George Washington presidiendo la Convención Constitucional de Filadelfia, Estados Unidos, en 1787.

Una convención constitucional es un encuentro u órgano político, que tiene como objetivo redactar una constitución nueva o revisar una ya existente. Se realiza una convención constitucional general para crear la primera constitución de una entidad política o para sustituir una preexistente, mientras que una convención constitucional limitada se realiza para revisar una constitución ya existente.
Este término es utilizado mayormente por los constitucionalistas de los Estados Unidos, pudiendo ser utilizado como sinónimo de asamblea constituyente –órgano constituyente cuya totalidad de sus miembros son elegidos popularmente– o para denominar un órgano donde parte de sus miembros son elegidos popularmente, mientras que el resto son elegidos desde el parlamento (también conocido como «convención mixta»). El concepto en ambas acepciones es diferente al de congreso constituyente, donde una nueva constitución es redactada por el poder legislativo.

## Estados Unidos
En los Estados Unidos de América, todos los estados tienen el derecho de realizar convenciones constitucionales, ya sean limitadas o generales. Por lo general, son propuestas por una de las cámaras del Poder Legislativo del estado, y deben ser aprobadas por la mayoría (un 51%, un 60% o un 67%, dependiendo del estado) de los miembros de ambas cámaras del Legislativo y luego por la mayoría de la población del estado (un 51%). Varios estados americanos permiten que la población, a través de manifiestos (con un número mínimo de firmas, generalmente entre un 5% y 10% de la población electoral), propongan convenciones constitucionales, que necesitarán ser ratificadas por la mayoría de los miembros de ambas cámaras del Legislativo, además de por la población del estado.

## Unión Europea
La Convención sobre el futuro de Europa (o Convención Europea o Convención Constituyente) fue la convención europea encargada de redactar el borrador de Constitución Europea que sirvió de base para el texto final presentado a ratificación en los Estados miembros de la Unión Europea. Establecida en 2002, la Convención sobre el Futuro de Europa debatió modelos alternativos y visiones de la Unión Europea. Estaba formada por parlamentarios nacionales y europarlamentarios, miembros de la Comisión Europea, parlamentarios de los países candidatos a la ampliación y diversos observadores. Fue la base para la conferencia intergubernamental de 2004.
La Convención sobre el futuro de Europa concluyó sus trabajos el 18 de julio de 2003, cerrando un periodo de 17 meses de trabajo en los que Se sus miembros se reunieron en sesión plenaria en veintiséis ocasiones (cincuenta y dos días) oyendo más de 1800 intervenciones.
Según el miembro de la Convención Alain Lamassoure, el término convención fue elegido en referencia a la Convención de Filadelfia que llevó a la Constitución de los Estados Unidos.